# American Mathematical Society
American Mathematical Society er verdens største og mest indflydelsesrige forening for forskning og uddannelse i matematik.
Foreningen blev grundlagt i 1888 i New York inspireret af tilsvarende europæiske foreninger. 
I dag har American Mathematical Society mere end 30.000 medlemmer på verdensplan.